# Topolšica
Topolšica – wieś w Słowenii, w gminie Šoštanj. W 2018 roku liczyła 1284 mieszkańców.